# Deutsches Historisches Institut Washington

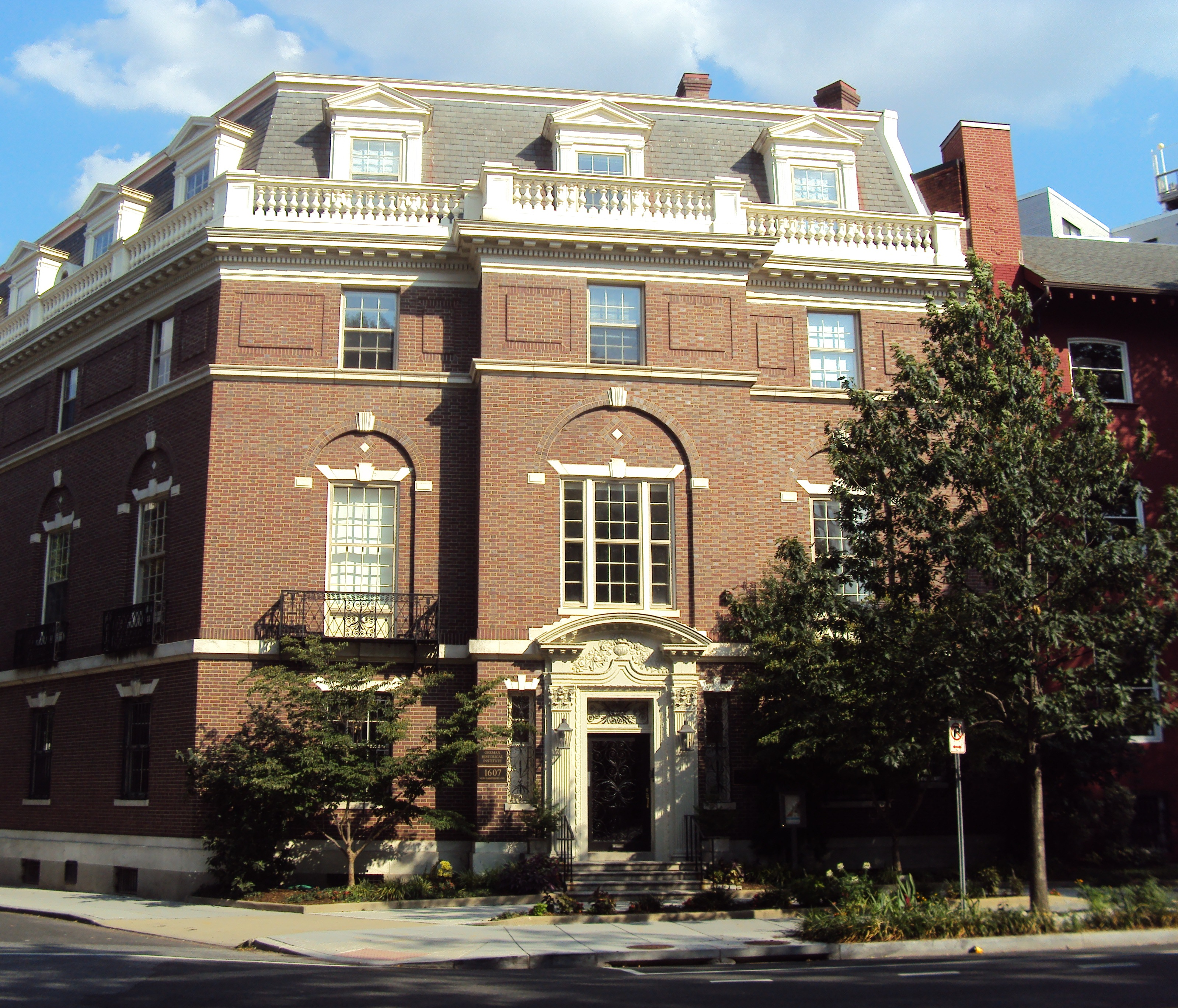
Das DHI Washington, D.C.

Das Deutsche Historische Institut Washington (DHI) oder German Historical Institute Washington DC (GHI) ist eines der zehn Auslandsinstitute der Max Weber Stiftung – Deutsche Geisteswissenschaftliche Institute im Ausland (MWS). Die MWS wird vom Bundesministerium für Bildung und Forschung (BMBF) finanziert. Das DHI Washington besteht seit 1987 und hat seinen Sitz im Second Blair House an der New Hampshire Avenue NW in direkter Nähe zum Dupont Circle in Washington, D.C. Seit 2015 leitet die Historikerin Simone Lässig das Institut, der ab Oktober 2025 Ulrike von Hirschhausen nachfolgt. Frühere Direktoren waren Hartmut Lehmann (1987–1993), Detlef Junker (1994–1999), Christof Mauch (1999–2007) und Hartmut Berghoff (2008–2015).
Das DHI fördert Forschung und Forschungskooperationen deutscher und nordamerikanischer Wissenschaftler im Bereich der neueren und neuesten Geschichte durch Konferenzen, Vortragsreihen, Veröffentlichungen, Stipendienprogramme und den Unterhalt einer wissenschaftlichen Bibliothek. Schwerpunkte sind die Geschichte Deutschlands und der USA, transnationale und globale Geschichte, Digital History und die Geschichte des Wissens.
Zu den zentralen Projekten des DHI Washington zählt Deutsche Geschichte in Dokumenten und Bildern (DGDB), eine Sammlung von online verfügbaren Text- und Bildquellen zur Geschichte Deutschlands ab 1500. Zudem ist am DHI derzeit das von der DFG geförderte Projekt Innovation Through Tradition? Jewish Educational Media and Cultural Transformation in the Face of Modernity angesiedelt.
Im Februar 2017 eröffnete das DHI eine Außenstelle an der University of California, Berkeley. Das Pacific Regional Office (PRO, anfangs auch als GHI West bezeichnet) fördert Forschung und Forschungskooperationen in allen Themenbereichen des DHI. Zudem etabliert das DHI dort ein Forschungszentrum für Migration & Wissen. Mit der Eröffnung von GHI West in Berkeley verstärkt das DHI nicht nur seine regionale Präsenz und seine Kooperationsangebote an der nordamerikanischen Westküste, sondern würdigt damit gleichzeitig die hohe Bedeutung des Wissenschaftsstandortes Kalifornien für die geistes- und sozialwissenschaftliche Forschung auch in Deutschland.
Schwesterinstitute des DHI Washington bestehen in Rom, Paris, London, Warschau, Tokio, Moskau und in Beirut/Istanbul. Die Max Weber Stiftung hat zudem zwei neue Außenstellen in Peking und Delhi eingerichtet.